# Небаба Григорій Федорович
Григорій Федорович Небаба (5 травня 1927 — ?) — український радянський діяч, новатор виробництва, почесний металург Української РСР, старший прожарювач глиноземного цеху Дніпровського алюмінієвого заводу імені Кірова Запорізької області. Депутат Верховної Ради УРСР 7-го скликання.

## Біографія
З 1950-х років — старший прожарювач глиноземного цеху Дніпровського алюмінієвого заводу імені Кірова міста Запоріжжя Запорізької області.
Без відриву від виробництва закінчив школу робітничої молоді та Запорізький алюмінієвий технікум.
Потім — на пенсії у місті Запоріжжі.

## Нагороди
- орден Трудового Червоного Прапора
- ордени
- медалі
- знак «Відмінник соціалістичного змагання УРСР»
- Почесний металург Української РСР (1966)